# Julia Pępiak

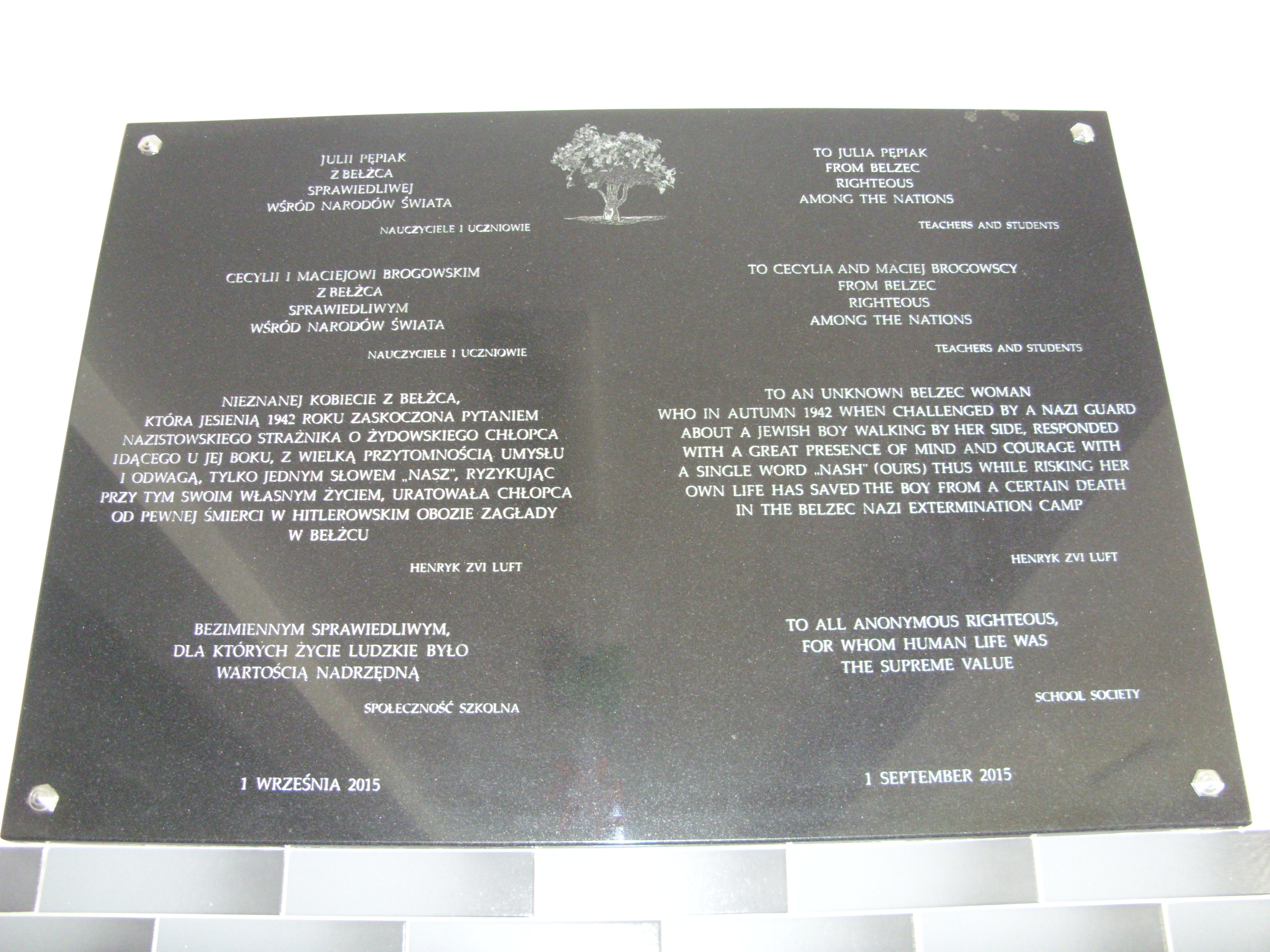
Julia Pępiak wśród uhonorowanych bohaterów z Bełżca na tablicy Sprawiedliwych wśród Narodów Świata w szkole w Bełżcu

Julia Pępiak (ur. 21 września 1890 w Bełżcu, zm. 17 marca 1971 w Śródborów) – mieszkanka Bełżca, województwo lubelskie.
W czasie II wojny światowej i okupacji niemieckiej w Polsce, przez 3 lata (od 1941) do wyzwolenia, przechowywała w Bełżcu Żydówki: Salomeę Helman z córką Bronią. Było to wielkie ryzyko ponieważ w domu Julii Pępiak Niemcy przymusowo zakwaterowali dwóch SS-manów z załogi niemieckiego obozu zagłady SS-Sonderkommando Belzec, utworzonego 17 marca 1942 przez Niemców w pobliżu Bełżca. Nieostrożny ruch lub niewłaściwy gest mogły ściągnąć śmierć na całą rodzinę i bliskich. Julii Pępiak udało się jednak przechować żydowską matkę z dzieckiem i wszystkim szczęśliwie przeżyć. Po wojnie uratowane wyjechały do Izraela. 27 grudnia 1999 Julia Pępiak otrzymała tytuł Sprawiedliwy wśród Narodów Świata nadawany przez Jad Waszem w Jerozolimie. Pochowana na cmentarzu Bródnowskim w Warszawie w alei 93B.
Jej syn, Zygmunt, został księdzem katolickim, franciszkaninem i przyjął imię o. Sebastian.

O. Sebastian, franciszkanin, napisał o swojej bohaterskiej matce: 

„Heroiczna postawa mojej Mamy wynikała z pobudek religijnych i humanitarnych. Był to święty Człowiek, tak zachowałem Ją sobie w mej pamięci”

Bohaterka książki pt. „Sprawiedliwa z Bełżca” autorstwa Antoniego Madejskiego.